# Moraea
Moraea är ett släkte av irisväxter. Moraea ingår i familjen irisväxter.

## Bildgalleri

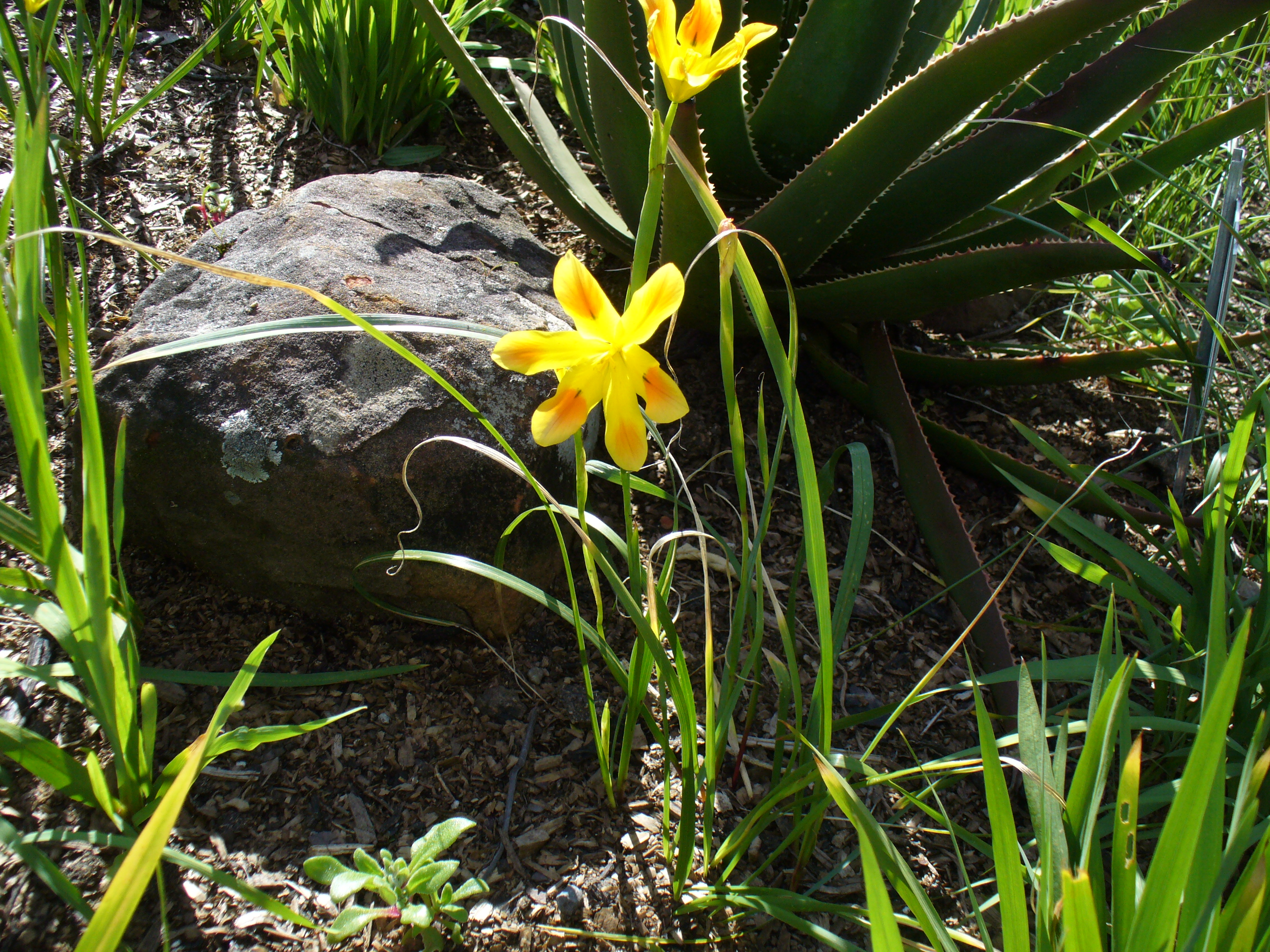
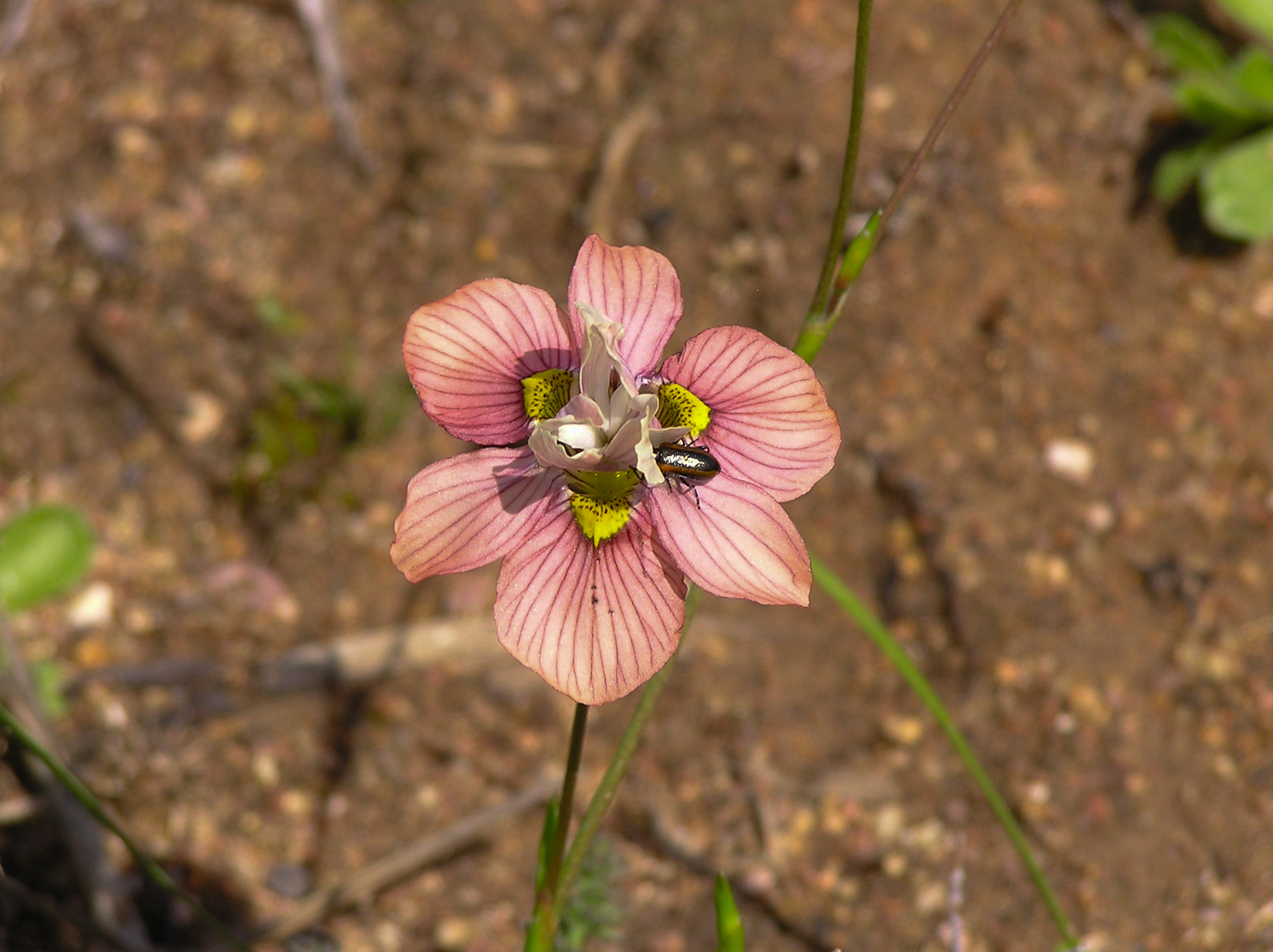
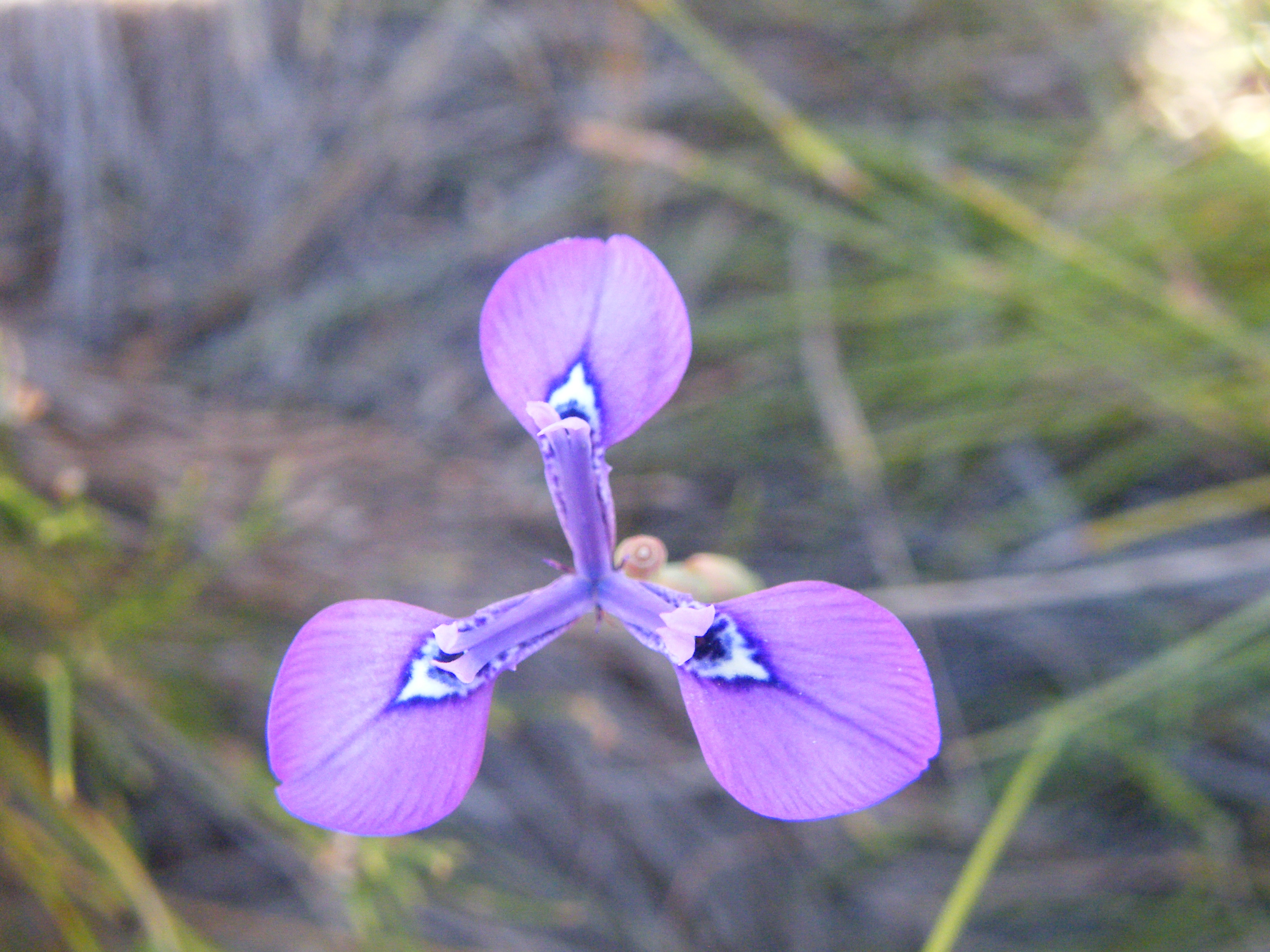
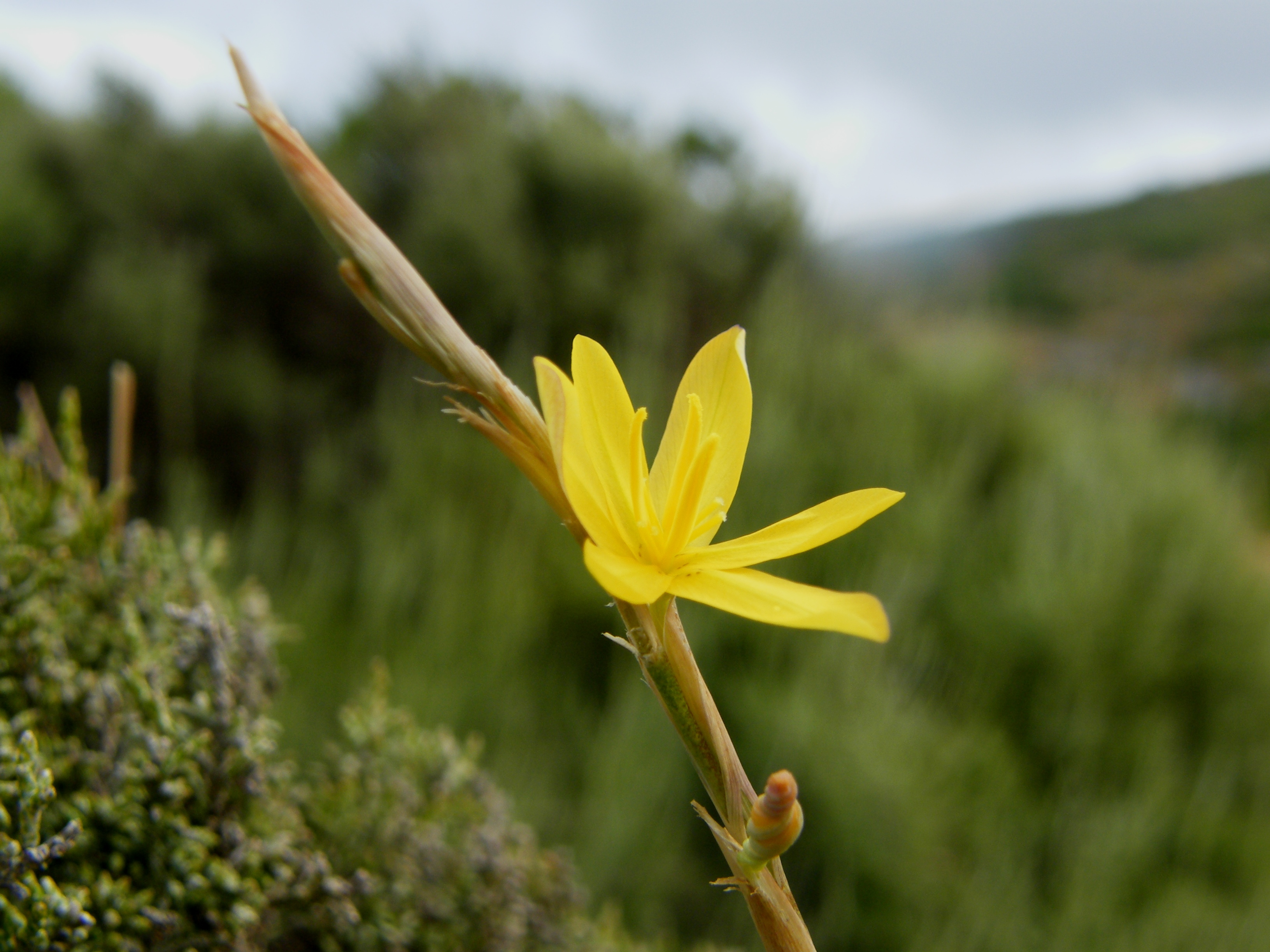
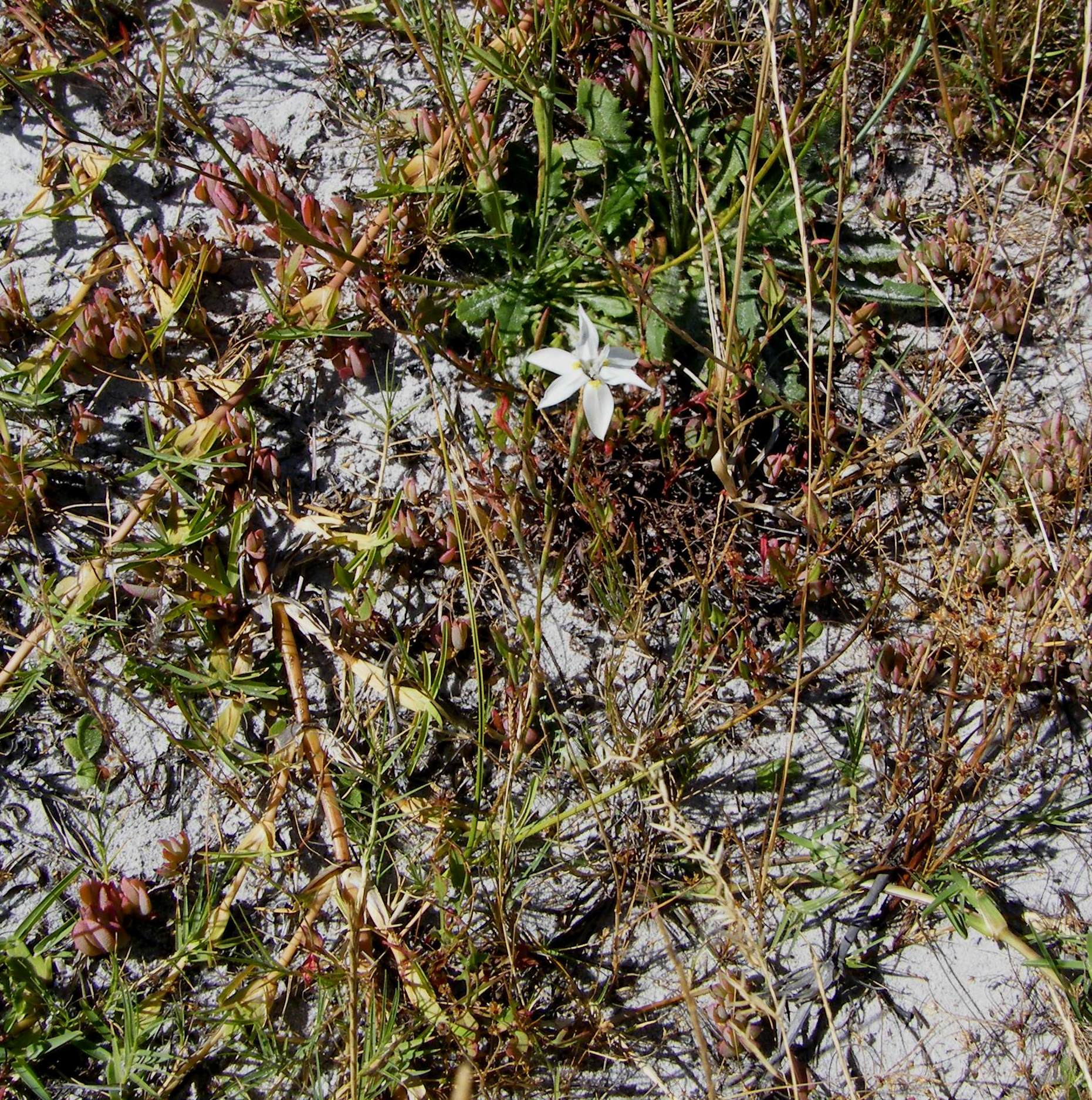
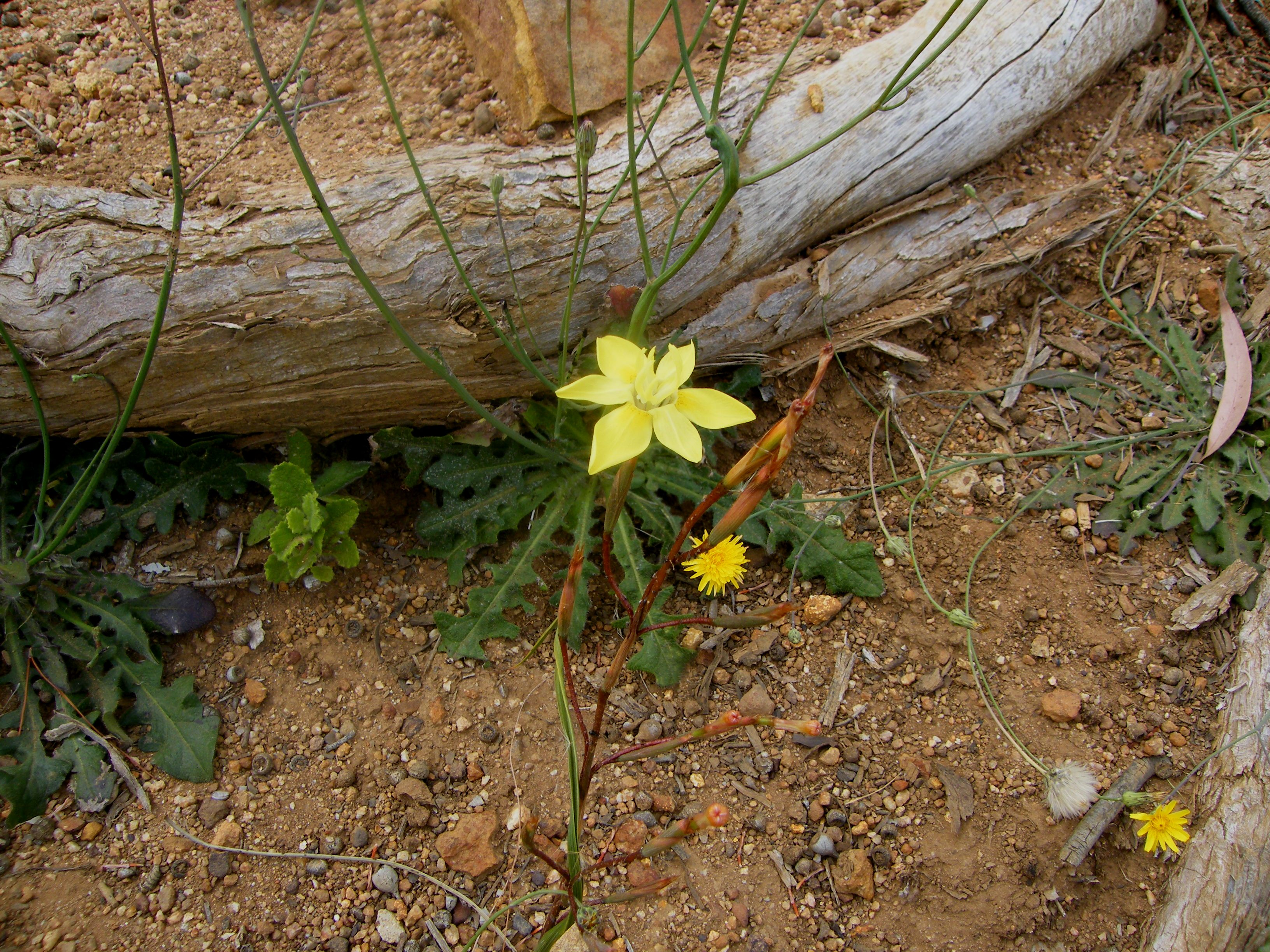

## Dottertaxa tillMoraea, i alfabetisk ordning[1]
- Moraea afro-orientalis
- Moraea albicuspa
- Moraea albiflora
- Moraea algoensis
- Moraea alpina
- Moraea alticola
- Moraea amissa
- Moraea angolensis
- Moraea angulata
- Moraea angusta
- Moraea anomala
- Moraea ardesiaca
- Moraea aristata
- Moraea aspera
- Moraea atropunctata
- Moraea australis
- Moraea autumnalis
- Moraea balundana
- Moraea barkerae
- Moraea barnardiella
- Moraea barnardii
- Moraea bella
- Moraea bellendenii
- Moraea bifida
- Moraea bipartita
- Moraea bituminosa
- Moraea bolusii
- Moraea bovonei
- Moraea brachygyne
- Moraea brevifolia
- Moraea brevistyla
- Moraea brevituba
- Moraea britteniae
- Moraea bubalina
- Moraea bulbillifera
- Moraea caeca
- Moraea calcicola
- Moraea callista
- Moraea cantharophila
- Moraea carnea
- Moraea carsonii
- Moraea cedarmontana
- Moraea cedarmonticola
- Moraea ciliata
- Moraea citrina
- Moraea clavata
- Moraea collina
- Moraea comptonii
- Moraea contorta
- Moraea cookii
- Moraea cooperi
- Moraea crispa
- Moraea debilis
- Moraea deltoidea
- Moraea demissa
- Moraea deserticola
- Moraea dracomontana
- Moraea elegans
- Moraea elliotii
- Moraea elsiae
- Moraea exiliflora
- Moraea falcifolia
- Moraea fenestralis
- Moraea fenestrata
- Moraea fergusoniae
- Moraea fistulosa
- Moraea flaccida
- Moraea flavescens
- Moraea flexicaulis
- Moraea fragrans
- Moraea fugacissima
- Moraea fugax
- Moraea fuscomontana
- Moraea galaxia
- Moraea galpinii
- Moraea garipensis
- Moraea gawleri
- Moraea gigandra
- Moraea gracilenta
- Moraea graminicola
- Moraea graniticola
- Moraea herrei
- Moraea hesperantha
- Moraea hexaglottis
- Moraea hiemalis
- Moraea huttonii
- Moraea inclinata
- Moraea inconspicua
- Moraea incurva
- Moraea indecora
- Moraea insolens
- Moraea inyangani
- Moraea iringensis
- Moraea kamiesensis
- Moraea kamiesmontana
- Moraea karroica
- Moraea knersvlaktensis
- Moraea lewisiae
- Moraea lilacina
- Moraea linderi
- Moraea longiaristata
- Moraea longiflora
- Moraea longifolia
- Moraea longipes
- Moraea longistyla
- Moraea loubseri
- Moraea louisabolusiae
- Moraea lugubris
- Moraea lurida
- Moraea luteoalba
- Moraea macgregorii
- Moraea macrantha
- Moraea macrocarpa
- Moraea macronyx
- Moraea margaretae
- Moraea marginata
- Moraea marionae
- Moraea marlothii
- Moraea maximiliani
- Moraea mediterranea
- Moraea melanops
- Moraea miniata
- Moraea minima
- Moraea minor
- Moraea modesta
- Moraea moggii
- Moraea monticola
- Moraea muddii
- Moraea namaquamontana
- Moraea namaquana
- Moraea namibensis
- Moraea nana
- Moraea natalensis
- Moraea neglecta
- Moraea nubigena
- Moraea ochroleuca
- Moraea pallida
- Moraea papilionacea
- Moraea patens
- Moraea pearsonii
- Moraea pendula
- Moraea pilifolia
- Moraea polyanthos
- Moraea polystachya
- Moraea pritzeliana
- Moraea pseudospicata
- Moraea pubiflora
- Moraea pyrophila
- Moraea radians
- Moraea ramosissima
- Moraea reflexa
- Moraea regalis
- Moraea reticulata
- Moraea rigidifolia
- Moraea riparia
- Moraea rivulicola
- Moraea robusta
- Moraea saxicola
- Moraea schaijesiorum
- Moraea schimperi
- Moraea schlechteri
- Moraea serpentina
- Moraea serratostyla
- Moraea setifolia
- Moraea simplex
- Moraea simulans
- Moraea sisyrinchium
- Moraea spathulata
- Moraea speciosa
- Moraea stagnalis
- Moraea stricta
- Moraea tanquana
- Moraea tanzanica
- Moraea textilis
- Moraea thomasiae
- Moraea thomsonii
- Moraea tortilis
- Moraea tricolor
- Moraea tricuspidata
- Moraea trifida
- Moraea tripetala
- Moraea tulbaghensis
- Moraea umbellata
- Moraea unguiculata
- Moraea unibracteata
- Moraea unifoliata
- Moraea upembana
- Moraea vallisavium
- Moraea vallisbelli
- Moraea variabilis
- Moraea vegeta
- Moraea venenata
- Moraea ventricosa
- Moraea verdickii
- Moraea verecunda
- Moraea versicolor
- Moraea vespertina
- Moraea vigilans
- Moraea villosa
- Moraea virgata
- Moraea viscaria
- Moraea vlokii
- Moraea worcesterensis